# 1839 год в истории железнодорожного транспорта
1839 год в истории железнодорожного транспорта

## События
- В Италии построена первая железнодорожная линия соединившая Неаполь и Портичи.[1]
- В Нидерландах построена первая железнодорожная линия Амстердам — Харлем[1].